# Hoplotarache lunana
Hoplotarache lunana là một loài bướm đêm trong họ Noctuidae.